# Asia Pacific Airlines
Азиатско-Тихоокеанские авиалинии (англ. Asia Pacific Airlines) — грузовая авиакомпания Гуама. Штаб-квартира авиакомпании находится в Данвилле, Калифорния. Основной аэропорт находится в Гуаме, так как компания обслуживает грузовые рейсы в этом городе.

## История
Авиакомпания была создана 5 июня 1998 года и начала обслуживать самолеты серии Boeing 727-200 3 июня 1999 года. Она является дочерней компанией Tan Holdings Corporation. Основным занятием авиакомпании является импорт свежего высококачественного тунца на мировые рыбные рынки.
В январе 2015 года авиакомпания начала ввод в эксплуатацию самолетов серии Boeing 757-200 для расширения флота

## Флот

### Текущий флот

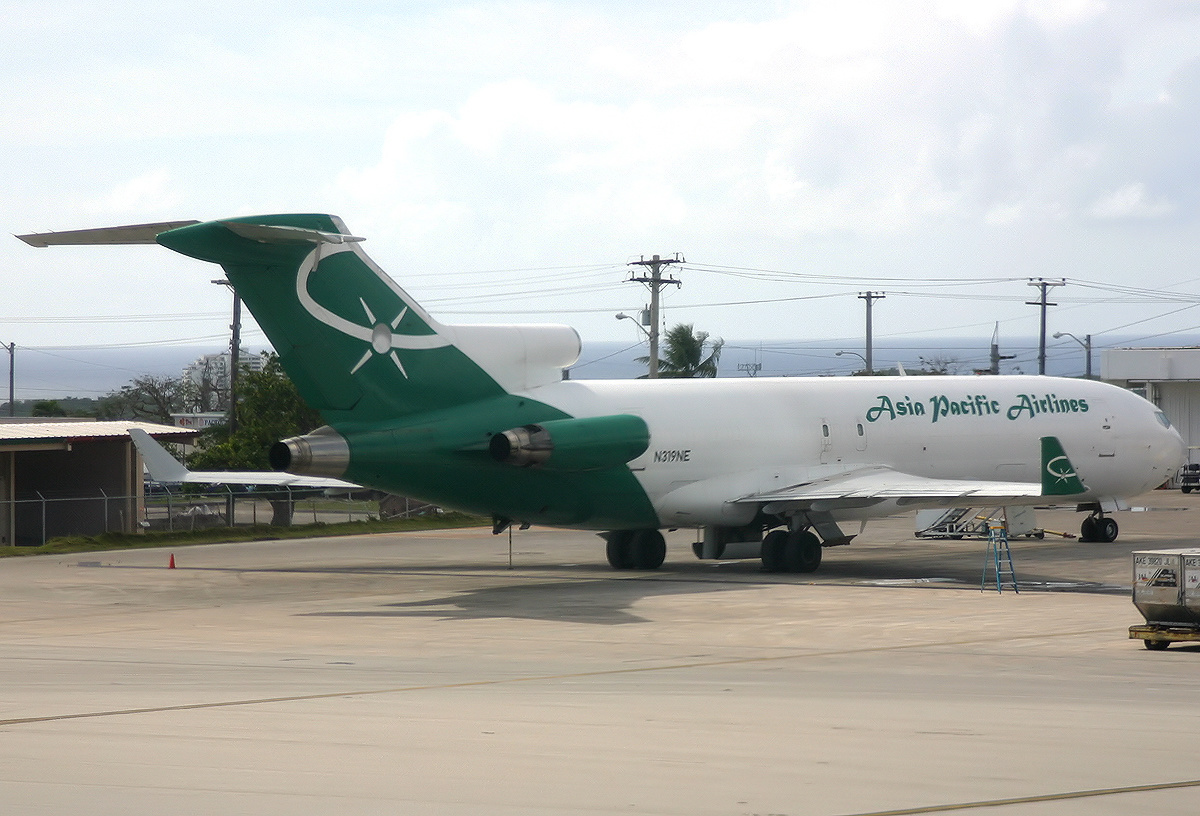
Boeing 727-212F в цветах авиакомпании (N319NE)

В августе 2017 года Asia Pacific Airlines эксплуатировала следующие самолёты:

### Бывший флот
В августе 2016 года компания также эксплуатировала следующие самолёты:
- 2 дальних Boeing 727-200F
- 1 Boeing 727-200